# Награды Еврейской автономной области
Награды Еврейской автономной области — награды субъекта Российской Федерации учреждённые губернатором Еврейской автономной области, согласно областному Закону от 06 марта 2014 года № 473-ОЗ «О наградах Еврейской автономной области» и Положению о наградах Еврейской автономной области от 02 июня 2014 года № 165.
Награды предназначены для поощрения работников учреждений, организаций и предприятий Еврейской автономной области, военнослужащих, сотрудников силовых ведомств, а также иных граждан Российской Федерации и граждан иностранных государств, за заслуги перед Еврейской автономной областью.

## Перечень наград

### Высшая награда
| Изображение награды                     | Наименование награды | Дата учреждения      | Правила награждения | Источник |
| Отличительный знак Почётного гражданина | Почётное звание «Почётный гражданин Еврейской автономной области» −−− (Нагрудный знак «Почётный гражданин Еврейской автономной области») | 27 февраля 2002 года | Почётное звание «Почётный гражданин Еврейской автономной области» является высшим знаком признательности жителей области к гражданам, внесшим большой общественно значимый вклад в развитие экономики и культуры Еврейской автономной области, в воспитание и просвещение населения, охрану его здоровья, проводившим активную общественную, благотворительную и иную деятельность, способствовавшую улучшению жизни жителей области, повышению роли и авторитета области в России и на международной арене. Основаниями для присвоения почётного звания являются: - личные заслуги гражданина по защите прав и законных интересов жителей области; - личный вклад в сохранение исторического и культурного наследия области; - особый общественно значимый вклад в развитие экономики, здравоохранения и культуры области, воспитание и просвещение населения; - совершение героических поступков при исполнении служебного и гражданского долга; - авторитет у жителей области, приобретённый в результате большой общественной, культурной, политической, хозяйственной, благотворительной и иной деятельности, принесшей конкретную пользу области. Почётное звание присваивается ежегодно не более чем двум лицам из числа претендентов ко Дню образования области. Сведения о лицах, удостоенных почётного звания, заносятся в Книгу Почётных граждан Еврейской автономной области в хронологическом порядке. | Закон Еврейской автономной области от 06 марта 2014 года № 473-ОЗ «О наградах Еврейской автономной области» −−− Закон Еврейской автономной области от 27 февраля 2002 года № 41-ОЗ «О почётном звании „Почётный гражданин Еврейской автономной области“» −−− |

### Знаки
| Изображение награды | Наименование награды                                                     | Дата учреждения      | Правила награждения | Источник |
|                     | Знак отличия «За заслуги перед Еврейской автономной областью» I степени  | 06 марта 2014 года   | Знаком отличия «За заслуги перед Еврейской автономной областью» I, II степени награждаются граждане за особые заслуги в осуществлении государственного строительства и местного самоуправления, высокие достижения в труде, значительный вклад в законотворческий процесс, социально-экономическое и культурное развитие области и иные заслуги перед областью. Награждение знаком отличия I, II степени производится только последовательно, от низшей степени к высшей степени. Высшей степенью является I степень. К награждению знаком отличия представляются лица, награждённые за заслуги перед областью иными наградами области, государственными наградами Российской Федерации, СССР, ведомственными наградами, но не ранее чем через 3 года после предыдущего награждения. Награждение более высшей степенью знака отличия производится за новые заслуги и достижения, как правило, не ранее чем через 3 года после предыдущего награждения. | Закон Еврейской автономной области от 06 марта 2014 года № 473-ОЗ «О наградах Еврейской автономной области» −−− Положение о наградах ЕАО |
|                     | Знак отличия «За заслуги перед Еврейской автономной областью» II степени | 06 марта 2014 года   | См. «Правила награждения знаком отличия „За заслуги перед Еврейской автономной областью“ I степени». | Закон Еврейской автономной области от 06 марта 2014 года № 473-ОЗ «О наградах Еврейской автономной области» −−− Положение о наградах ЕАО |
|                     | Почётный знак «Почёт и уважение»                                         | 06 марта 2014 года   | Почётным знаком области «Почёт и уважение» награждаются граждане за активную гражданскую позицию, укрепление законности и правопорядка, за высокие показатели в экономической деятельности, направленной на достижение благополучия населения области, за ценные начинания и инициативы областного масштаба, завершение важных этапов работ областного значения, за личное мужество и героизм, проявленные при исполнении служебного или гражданского долга, за значительный вклад в повышение уровня культурно-гуманитарного развития граждан, развитие межрегиональных, культурных, духовных связей. К награждению Почётным знаком области «Почёт и уважение» представляются лица, награждённые за заслуги перед областью иными наградами области, государственными наградами Российской Федерации, СССР, ведомственными наградами, но не ранее чем через 3 года после предыдущего награждения.                                                      | Закон Еврейской автономной области от 06 марта 2014 года № 473-ОЗ «О наградах Еврейской автономной области» −−− Положение о наградах ЕАО |
|                     | Почётный знак «Материнская слава»                                        | 06 марта 2014 года   | Почётным знаком области «Материнская Слава» награждаются матери, родившие и достойно воспитавшие шесть и более детей. Награждение Почётным знаком производится не ранее достижения шестым ребенком возраста 6 лет. При награждении учитываются дети, усыновленные (удочеренные) матерью в установленном законом порядке (прожившие с усыновившей (удочерившей) матерью не менее 6 лет) и дети, погибшие или пропавшие без вести при защите Отечества, при исполнении воинской обязанности или гражданского долга. Лицу, награждённому Почётным знаком области «Материнская Слава», вручается удостоверение установленного образца. | Закон Еврейской автономной области от 06 марта 2014 года № 473-ОЗ «О наградах Еврейской автономной области» −−− Положение о наградах ЕАО |
|                     | Знак «За заслуги во имя спасения»                                        | 31 августа 2022 года | Знак «За заслуги во имя спасения» учреждён в целях поощрения за плодотворную деятельность, направленную на спасение граждан и территорий от чрезвычайных ситуаций природного и техногенного характера, самоотверженные действия по спасению людей при пожарах, на водных объектах, в иных ситуациях, угрожающих жизни и здоровью граждан. | Постановление губернатора Еврейской автономной области от 31 августа 2022 года № 183 «О знаке „За заслуги во имя спасения“»              |

### Почётные звания
| Изображение награды | Наименование награды                                                                                               | Дата учреждения    | Правила награждения | Источник |
| --- | --- | ------------------ | --- | --- |
| Нагрудный знак к почётному званию «Заслуженный наставник молодёжи Еврейской автономной области» Форма нагрудного знака к другим почётным званиям Еврейской автономной области | Почётные звания Еврейской автономной области −−− (Нагрудные знаки к Почётным званиям Еврейской автономной области) | 06 марта 2014 года | Почётные звания Еврейской автономной области учреждены для поощрения граждан за заслуги и большой личный вклад в социально-экономическое и культурное развитие, высокое профессиональное мастерство и добросовестный труд, способствующие развитию Еврейской автономной области. Почётные звания присваиваются лицам, внёсшим значительный вклад в сфере своей профессиональной деятельности. В настоящее время (28 сентября 2022 года) учреждены следующие почётные звания: - Заслуженный наставник молодежи Еврейской автономной области; - Заслуженный работник здравоохранения Еврейской автономной области; - Заслуженный работник образования Еврейской автономной области; - Заслуженный деятель культуры Еврейской автономной области; - Заслуженный строитель Еврейской автономной области; - Заслуженный работник агропромышленного комплекса Еврейской автономной области; - Заслуженный юрист Еврейской автономной области; - Заслуженный работник промышленности Еврейской автономной области; - Заслуженный работник лесного хозяйства Еврейской автономной области; - Заслуженный работник сферы обслуживания населения Еврейской автономной области; - Заслуженный работник физической культуры Еврейской автономной области; - Заслуженный работник транспорта Еврейской автономной области"; - Заслуженный работник пожарной охраны Еврейской автономной области". Удостоенным почётных званий вручается соответствующий нагрудный знак, удостоверение к нему, выплачивается разовое денежное вознаграждение. | Закон Еврейской автономной области от 06 марта 2014 года № 473-ОЗ «О наградах Еврейской автономной области» −−− Закон в редакции от 28 сентября 2022 года −−− Положение о наградах ЕАО |

### Медали
| Изображение награды | Наименование награды                              | Дата учреждения      | Правила награждения | Источник |
|                     | Медаль «За доблестный труд» I степени             | 06 марта 2014 года   | Медалью «За доблестный труд» I, II, III степени награждаются граждане за высокие трудовые достижения в отраслях экономики, науки и образования, культуры, просвещения, здравоохранения, в осуществлении мер по обеспечению законности, прав и свобод граждан, а также в других областях трудовой деятельности. Награждение медалью «За доблестный труд» I, II, III степени производится последовательно, от низшей степени к высшей степени. Высшей степенью является I степень. К награждению медалью «За доблестный труд» III степени представляются лица, награжденные наградами области, государственными наградами Российской Федерации, СССР, ведомственными наградами, но не ранее чем через 3 года после предыдущего награждения. Поощрение более высшей степенью производится не ранее чем через 3 года и только за достижение новых заслуг. | Закон Еврейской автономной области от 06 марта 2014 года № 473-ОЗ «О наградах Еврейской автономной области» −−− Положение о наградах ЕАО −−−                                           |
|                     | Медаль «За доблестный труд» II степени            | 06 марта 2014 года   | См. «Правила награждения медалью „За доблестный труд“ I степени». | Закон Еврейской автономной области от 06 марта 2014 года № 473-ОЗ «О наградах Еврейской автономной области» −−− Положение о наградах ЕАО                                               |
|                     | Медаль «За доблестный труд» III степени           | 06 марта 2014 года   | См. «Правила награждения медалью „За доблестный труд“ I степени». | Закон Еврейской автономной области от 06 марта 2014 года № 473-ОЗ «О наградах Еврейской автономной области» −−− Положение о наградах ЕАО                                               |
|                     | Медаль «Доброта и забота» I степени               | 06 марта 2014 года   | Медалью «Доброта и забота» I, II, III степени награждаются граждане Российской Федерации, иностранные граждане с целью повышения общественного признания деятельности по заботе и воспитанию, защите прав и законных интересов, а также формирования у детей высоких моральных и духовных качеств, поддержки детей, укрепления института семьи за: - плодотворную деятельность в интересах детей, подрастающего поколения, в защите прав и содействии их социальной адаптации и вовлечение в общественно полезную деятельность; - пропаганду физической культуры, спорта и здорового образа жизни, развитие детско-юношеского спорта и спорта высших достижений; - строительство высококачественных зданий и сооружений для детей и молодежи области; - выявление и развитие индивидуальных способностей обучающихся и воспитанников, раскрытие их научного и творческого потенциала; - научно-методическое и методологическое совершенствование образовательного процесса и образовательных стандартов, создание инновационных учебно-методических пособий, программ и авторских методик; - оказание своевременной лечебной и лечебно-профилактической помощи подрастающему поколению; - выдающийся вклад в развитие отечественного образования, его популяризацию, достижение высоких результатов обучающимися в научной, общественной и производственной сферах, подготовке победителей региональных, всероссийских и международных олимпиад; - создание высокохудожественных образов (спектаклей, концертных, цирковых программ, музыкальных, телевизионных и радиопроизведений), получивших широкое признание общественности и профессионального сообщества; - активное участие в социально значимых концертах, спектаклях и других культурных мероприятиях на территории области, связанных с нравственным воспитанием подрастающего поколения, популяризацией культуры и осуществлением благотворительной деятельности; - обеспечение надлежащего уровня заботы о здоровье, образовании, физическом, духовном и нравственном развитии детей, полного и гармоничного развития их личности, пример в укреплении института семьи и воспитании детей родителями (усыновителями), приемными родителями, опекунами (попечителями), которые образуют социально ответственную семью, ведут здоровый образ жизни; - успешное осуществление комплекса мер по профилактике социально значимых заболеваний и борьбе с привычками, негативным образом влияющими на здоровье и развитие молодежи области; - подготовку квалифицированных кадров для всех отраслей народного хозяйства в системе профессионального образования; - разработку и принятие комплексных мер по сохранению и приумножению многонационального культурного и исторического наследия области; - за активную работу с молодежью, участие в осуществлении молодежной политики области, активное участие в формировании молодой смены политически активных граждан. | Закон Еврейской автономной области от 06 марта 2014 года № 473-ОЗ «О наградах Еврейской автономной области» −−− Положение о наградах ЕАО                                               |
|                     | Медаль «Доброта и забота» II степени              | 06 марта 2014 года   | См. «Правила награждения медалью „Доброта и забота“ I степени». | Закон Еврейской автономной области от 06 марта 2014 года № 473-ОЗ «О наградах Еврейской автономной области» −−− Положение о наградах ЕАО                                               |
|                     | Медаль «Доброта и забота» III степени             | 06 марта 2014 года   | См. «Правила награждения медалью „Доброта и забота“ I степени». | Закон Еврейской автономной области от 06 марта 2014 года № 473-ОЗ «О наградах Еврейской автономной области» −−− Положение о наградах ЕАО                                               |
|                     | Медаль «Доброволец Еврейской автономной области»  | 24 февраля 2021 года | Медалью «Доброволец Еврейской автономной области» награждаются граждане, осуществляющие добровольческую (волонтерскую) деятельность на территории области, за большой личный вклад в развитие и популяризацию добровольческого (волонтерского) движения в области, за эффективную добровольческую (волонтерскую) деятельность независимо от профессиональной принадлежности, а также занимаемой в момент награждения должности. К награждению медалью представляются граждане, осуществляющие деятельность в сфере организации добровольческой (волонтерской) деятельности на территории области не менее 3 лет, но не ранее чем через 1 год после награждения наградой (вручения поощрений) органов государственной власти области либо наградой области. | Закон Еврейской автономной области от 24 февраля 2021 года № 697-ОЗ «О внесении в закон Еврейской автономной области от 16.12.2015 № 849-ОЗ „О наградах Еврейской автономной области“» |
|                     | Медаль «За особые успехи в учении» I и II степени | 06 июня 2014 года    | Медаль «За особые успехи в учении» I и II степени вручается выпускникам школ Еврейской автономной области, завершившим освоение образовательных программ среднего общего образования, успешно прошедшим государственную итоговую аттестацию и имеющим итоговые оценки успеваемости «отлично» по всем учебным предметам, изучавшимся в соответствии с учебным планом, организациями, осуществляющими образовательную деятельность, в которых они проходили государственную итоговую аттестацию. Медаль учреждена после того, как вступивший в силу 1 сентября 2013 года закон «Об образовании» упразднил федеральные награды. Взамен министерство образования России разрешило регионам учреждать собственные награды, чем Еврейская автономная область и воспользовалась. | Постановление губернатора Еврейской автономной области от 06 июня 2014 года № 179 «О реализации закона Еврейской автономной области от 06 марта 2014 года № 474-ОЗ»                    |
|                     | Медаль «За активную жизненную позицию»            | 02 июня 2014 года    | Медалью «За активную жизненную позицию» награждаются выпускники школ и средних специальных учебных заведений Еврейской автономной области, получившие аттестат (диплом) с отличием, а также имеющие награды или поощрения государственных органов, органов местного самоуправления за активное участие в общественной жизни Еврейской автономной области, муниципалитетов Еврейской автономной области. | Постановление Законодательного собрания Еврейской автономной области от 02 июня 2014 года № 181-р «О медали „За активную жизненную позицию“» ---                                       |

### Грамота
| Изображение награды | Наименование награды                                                                                             | Дата учреждения    | Правила награждения | Источник |
|                     | Почётная грамота Еврейской автономной области --- (Нагрудный знак почётной грамоты Еврейской автономной области) | 06 марта 2014 года | Почётной грамотой Еврейской автономной области награждаются граждане за достижения в производственной, социальной, культурной, государственной и общественной деятельности, за высокие показатели в экономической деятельности, направленной на достижение благополучия населения области, значительный вклад в законотворческий процесс. Почётной грамотой Еврейской автономной области награждаются граждане, проработавшие в области не менее 5 лет в одной из сфер деятельности, заслужившие своим добросовестным трудом, творческим отношением к труду и профессиональными достижениями авторитет в коллективе или в области, а также в связи с юбилейными датами и профессиональными праздниками. Гражданам, награждённым Почётной грамотой области, одновременно вручается нагрудный знак почётной грамоты области и денежное вознаграждение. | Закон Еврейской автономной области от 06 марта 2014 года № 473-ОЗ «О наградах Еврейской автономной области» −−− Положение о наградах ЕАО |